# Almanach (1995–2017)
Almanach (1995–2017) – album fotograficzny, zestawienie (zbiór) fotografii członków rzeczywistych Fotoklubu Rzeczypospolitej Polskiej. Jednorazowa publikacja zawierająca zebrane fotografie, wykonane przez członków Fotoklubu RP, będąca podsumowaniem 20–lecia działalności Stowarzyszenia Twórców, wydany w 2017 roku.

## Zespół redakcyjny
- Zbigniew Przybysz; AFRP – Toruń (projekt graficzny);
- Krzysztof Wiśniewski – Toruń (Skład; DTP);
- Marek Grausz; AFRP – Toruń (projekt okładki i opracowanie zdjęć);
- Dorota Grausz; AFRP – Toruń (redakcja i opracowanie zdjęć);
- Wojciech Wesołowski; AFRP – Warszawa (przygotowanie i korekta)[1][4].

## Autorzy zdjęć
Wojciech Balczewski, Bartłomiej Bałaban, Przemysław Barański, Lidia Barej, Anna Benicewicz-Miazga, Zygmunt Besler, Witold Bianga, Piotr Bieniek, Tadeusz Biłozor, Szczepan Bonalski, Andrzej Borowiec, Mariusz Broszkiewicz, Dariusz Chełstowski, Henryk Chojnacki, Cezary Chrzanowski, Zbigniew Ciborowski, Mieczysław Cybulski, Jarosław Czerwiński, Radosław Dekert, Marek Długosz, Marek Dolecki, Małgorzata Dołowska, Cezary Dubiel, Jerzy Fedorowicz, Stanisław Gąsior, Krzysztof Gogo, Ewa Gołdzińska, Waldemar Gołdziński, Anna Góra-Klauzińska, Tomasz Grabiec, Dorota Grausz, Marek Grausz, Łukasz Grudysz, Tomasz Grzyb, Łukasz Gurdak, Aleksander Jałosiński, Janusz Jaremko, Czesław Jarmusz, Leszek Jastrzębiowski, Stanisław Jawor, Władysław Juzwik, Andrzej Kamiński, Rafał Kaźmierczak, Anna Klinkosz, Sebastian Klochowicz, Aneta Konik, Wiesław Korycki, Anna Kos, Cezary Kowalczuk, Tadeusz Krekora, Edward Kruk, Andrzej Krupiński, Jolanta Kubica, Tadeusz Kucharski, Michał Kurc, Szczepan Kurzeja, Krzysztof Kuzko, Dorota Kycia, Dariusz Łaski, Kamil Macioł, Artur Magdziarz, Paweł Matyka, Mariusz Mazur, Wacław Mazurek, Marcin Michałowski, Janusz Mielczarek, Agnieszka Mocarska, Robert Moszkowicz, Tadeusz Myśliński, Iwona Nabzdyk, Mieczysław Nowak, Grzegorz Ojrzyński, Agata Osika-Kucharska, Krzysztof Palewicz, Arkadiusz Pałasiński, Janina Peikert, Wiesław Pietrzak, Agnieszka Pilecka, Andrzej Płochocki, Beata Podwysocka, Barbara Polakowska, Zbigniew Pryjmak, Zbigniew Przybysz, Alicja Przybyszowska, Zbigniew Ptaszek, Janusz Pysiak, Janusz Pytel, Łukasz Resiak, Henryk Rogoziński, Zdzisław Rynkiewicz, Lucjan Sagan, Waldemar Siatka, Ewa Sierokosz, Andrzej Skorski, Grażyna Sosenko, Zdzisław Stachyra, Zbigniew Staniszewski, Piotr Statkiewicz, Grzegorz Strojny, Zygmunt Strzelecki, Krzysztof Strzoda, Zbigniew Suliga, Wincenty Sułkiewicz, Jolanta Szabłowska, Jacek Szczerbaniewicz, Jerzy Szepetowski, Maciej Szwed, Krystyna Tomaszuk, Marek Tomaszuk, Agnieszka Tomiczek, Zygmunt Trylański, Wacław Turek, Karol Walaszczyk, Zenon Wasak, Elżbieta Waszczuk, Elżbieta Wenda, Wojciech Wesołowski, Barbara Wilczyńska, Janusz Wojewoda, Anna Worowska, Andrzej Woźniak, Barbara Wójcik-Krekora, Krzysztof Zając, Czesław Zdanowicz, Krzysztof Zdanowicz, Stanisław Zeszut, Ryszard Zięckowski.
Źródło.